# Kona Reeves
Noah Gregory Kekoa Haaheo Pang-Potjes (* 5. Juni 1991 in Orlando, Florida) ist ein amerikanischer Wrestler. Er stand zuletzt bei der WWE unter Vertrag und trat regelmäßig in deren Show NXT unter dem Ringnamen Kona Reeves auf.

## Wrestling-Karriere

### Free Agent (2013–2014)
Pang-Potjes wurde von Afa Anoa'i im Wild Samoan Pro Wrestling Training Center zum professionellen Wrestler ausgebildet. Er rang für World Xtreme Wrestling unter dem Ringnamen Noah Kekoa, wo er die WXW Heavyweight Championship gewann.

### World Wrestling Entertainment (2014–2021)
Im Mai 2014 wurde bekannt gegeben, dass Pang-Potjes bei der WWE unterschrieben hatte. Ab April 2015 begann er bei NXT Live-Events zu arbeiten und trat im September 2015 zum ersten Mal im Rahmen des ersten Dusty Rhodes Tag Team Classic auf. In Zusammenarbeit mit Alexander Wolfe ersetzte er Marcus Louis gegen The Hype Bros. Potjes arbeitete unter seinem richtigen Namen und hatte seinen ersten Einzelkampf im Fernsehen in der Folge von NXT vom 4. Mai 2016, als er gegen No Way Jose verlor. Potjes machte mehrere weitere Fernsehauftritte und verlor gegen Tye Dillinger und Andrade Almas. Im November 2016 nahm Potjes den neuen Ringnamen Kona Reeves an. In der NXT-Folge vom 23. November wurde ein Match zwischen Reeves und Rich Swann von SAnitY unterbrochen, die beide Männer angriffen. Reeves hatte Anfang 2017 mehrere weitere Fernsehauftritte und verlor gegen Aleister Black und Kenta Kobayashi. Nach langer Abwesenheit vom Fernsehen wurde am 18. April 2018 eine Vignette bei NXT ausgestrahlt, die für Reeves Rückkehr als The Finest Kona Reeves warb. Er kehrte zwei Wochen später als Heel zurück. Am 6. August 2021 wurde er von der WWE entlassen.

## Titel und Auszeichnungen
- World Xtreme Wrestling
  - WXW Heavyweight Championship (1×)

- Pro Wrestling Illustrated
  - Nummer 324 der Top 500 Wrestler in der PWI 500 in 2018